# نجف أباد (بيدك)
نجف أباد (بالفارسية: نجف‌آباد) هي قرية تقع في إيران في البلدة المركزية. يقدر عدد سكانها بـ 78 نسمة .